# Karl Neuhaus (Missionar)
Karl Neuhaus MSC (* 16. Oktober 1884 in Höxter; † 1943 oder 1944 in Rabaul, Neubritannien, Papua-Neuguinea) war ein deutscher römisch-katholischer Geistlicher, Ordensmann, Missionar und Märtyrer. 

## Leben
Geboren wurde Karl Neuhaus 1884 als Sohn eines Klempners im Vorwerk Nachtigall des Hochstifts Corvey (heute: Höxter). Er wuchs in Magdeburg auf, besuchte dann das Gymnasium der Herz-Jesu-Missionare in Münster-Hiltrup, trat 1903 in den Orden ein und wurde am 23. März 1910 zum Priester geweiht. 
1911 ging er in die Ozeanien-Mission nach Namatanai im mittleren Neuirland. Dort traf er auf den Mitbruder Gerhard Peekel (* 1876 in Essen; † 1949), der sein starkes ethnographisches und sprachwissenschaftliches Interesse auf ihn übertrug und dessen Vorarbeit Neuhaus nach Peekels Weggang 1911 weiterführte. Neuhaus‘ Arbeiten zu Volk und Sprache der Pala wurden postum veröffentlicht. Auf Wunsch von Bischof Louis Couppé (1850–1926) interessierte er sich ab 1913 auch für die Sprache der Lihir-Inseln, die ihm 1932 als Missionsgebiet zugewiesen wurden. Nach der Besetzung Neuirlands durch japanische Invasionstruppen 1942 wurde er von einem Kriegsgericht zu sechs Monaten Haft verurteilt und nach Rabaul gebracht. Dort starb er 1943 oder 1944 unter ungeklärten Umständen.

## Gedenken
Die Römisch-katholische Kirche in Deutschland hat Pater Karl Neuhaus als Märtyrer in das deutsche Martyrologium des 20. Jahrhunderts aufgenommen.

## Veröffentlichungen
- Das höchste Wesen. Seelen- und Geisterglaube, Naturauffassung und Zauberei bei den Pala Mittel-Neu-Mecklenburgs.  Katholische Mission, Unapope, Südsee 1934.
- (postum) Beiträge zur Ethnographie der Pala, Mittel Neu Irland. Aus dem Nachlass bearbeitet von Carl Laufer. Kölner Universitäts-Verlag, Köln 1962.
- (postum) Wörterbuch der Pala-Sprache, Neuirland. Anthropos-Institut, Posieux 1966. (Mikrofilm)